# Martin Lawrence
Martin Fitzgerald Lawrence (Frankfurt am Main, 16 april 1965) is een Amerikaanse acteur, komediant, regisseur en producer. Hij won zowel in 1995 als in 1996 een Image Award voor zijn hoofdrol in de voor hem opgezette komedieserie Martin.

## Biografie

### Jeugd
Lawrence werd geboren in Frankfurt in Duitsland. Zijn vader diende in het Amerikaanse leger. Toen Lawrence zeven was, nam zijn vader ontslag en verhuisde het gezin naar Landover in de Verenigde Staten. In 1973 scheidden zijn vader en moeder. Daarna zag hij zijn vader weinig. Zijn moeder had twee baantjes om genoeg te verdienen. Ze werkte vaak als caissière bij diverse winkels.
In zijn tienerjaren deed Martin aan boksen. Hoewel hij daar goed in was, behaalde hij zijn grootste successen door zijn optredens als komediant. Op zijn school gaven leraren hem altijd een paar minuten van de les de tijd om een optreden te geven, waarop zijn klasgenoten altijd in lachen uitbarstten. Het was juist een leraar van Lawrence die zorgde voor grotere bekendheid door voor een optreden te zorgen bij een lokale cabaretclub.

### Carrière
Lawrence verhuisde naar Californië, waar hij ging optreden bij de legendarische Kings Wood Comedy Club. Vlak na dat optreden won hij een televisieoptreden in het populaire televisieprogramma Star Search. Hij deed het erg goed in het programma. Hij bereikte de laatste ronde. Toen bood Columbia TriStar Television hem een rol aan in de Amerikaanse sitcom What's Happening Now!. Dit was de eerste keer dat Lawrence als acteur optrad.
Na zijn rol in die serie werd hij door Russell Simmons persoonlijk geselecteerd voor het presenteren van het programma Def Comedy Jam op de Amerikaanse televisiezender HBO. In dit programma kwamen veel komieken langs, onder wie Chris Tucker, Steve Harvey en Cedric the Entertainer.
Tegelijkertijd dat Def Comedy Jam op de televisie was, verscheen Martin voor het eerst in zijn eigen sitcom Martin, die werd uitgezonden op Fox. Het programma werd uitgezonden van 1992 tot 1997 en was een zeer groot succes. Op 19 februari 1994 presenteerde Lawrence het programma Saturday Night Live. Hij maakte hierbij veel seksueel getinte opmerkingen over vrouwen, waarop veel kritiek ontstond. Deze scène werd geweerd uit het programma. Het gevolg was dat Martin nooit meer in het programma mocht komen.
In de jaren 90 begon Lawrence steeds vaker in films te spelen. In 1995 had hij veel succes samen met Will Smith in de film Bad Boys. Toen het programma Martin werd afgerond werd Lawrence meer een filmacteur. Hij speelde in grote blockbusters als Big Momma's House en Bad Boys II. Hij verdiende vaak meer dan tien miljoen dollar per rol. Nog in 2006 speelde hij weer in een film, dit keer in het vervolg van Big Momma's House. Deze film stond korte tijd op nummer één in de Verenigde Staten.

### Privé
Lawrence is verloofd geweest met actrice Lark Voorhies. In januari 1995 trouwde hij met voormalig Miss-Virginia Patricia Southall. Al in september 1996 scheidde het paar weer. Toch heeft het paar één dochter, met de naam Jasmine Page. Zij werd geboren op 15 januari 1995. Lawrence heeft ook twee dochters die geboren zijn in 2001 en 2003.
In augustus 1999 lag Lawrence drie dagen in coma nadat hij tijdens veel te heet weer ging joggen. Hij was in levensgevaar en zijn lichaamstemperatuur lag veel te hoog. Hij werd kunstmatig beademd.

## Arrestaties en controverses
In augustus 1996 werd Lawrence gearresteerd op Burbank Airport omdat hij een geladen revolver in zijn koffer had. Op 28 maart 1997 werd hij opnieuw gearresteerd, dit keer buiten een nachtclub in Hollywood. Hij zou een man hebben geslagen.
Tijdens het regisseren van de film A Thin Line Between Love and Hate, werd gezegd dat Lawrence drugs op de set gebruikte. 
In 1997 verliet actrice Tisha Campbell het programma Martin in het laatste seizoen. Dit zou zijn gekomen omdat hij haar seksueel intimideerde.

## Filmografie
Meest bekende films waarin Martin Lawrence een rol had.

## Prijzen en nominaties
- BET Comedy Award - Icon Comedy Award (2005)
- Blockbuster Entertainment Award
  - genomineerd voor Favorite Actor (2001) voor de film Big Momma's House
  - genomineerd samen met Eddie Murphy voor Favorite Comedy Team (2000) voor de film Life
- NAACP Image Award
  - genomineerd voor Outstanding Lead Actor in a Comedy Series (1997) voor de televisieserie Martin

- Kids' Choice Award
- genomineerd voor Favorite Movie Actor (2001) voor de film Big Momma's House
  - genomineerd voor Favorite Television Actor (1996) voor de televisieserie Martin
  - genomineerd voor Favorite Television Actor (1995) voor de televisieserie Martin
- MTV Movie Award
  - genomineerd samen met Will Smith voor Best On-Screen Team (2003) voor de film Bad Boys II
  - genomineerd voor de film Big Momma's House
  - genomineerd samen met Will Smith voor Best On-Screen Duo (1996) voor de film Bad Boys
- ShoWest - Male Star of Tomorrow (1995)
- Teen Choice Award - genomineerd voor Wipeout Scene of the Summer (2000) voor de film Big Momma's House
- Ster op de Hollywood Walk of Fame (2023)

- Bibsys: 7036923
- Biblioteca Nacional de España: XX1358426
- Bibliothèque nationale de France: cb14027910m (data)
- Gemeinsame Normdatei: 1022538624
- International Standard Name Identifier: 0000 0000 8151 7351
- Library of Congress Control Number: n92056712
- MusicBrainz: 40e45458-559a-4081-beec-6bfb587ab704
- Nationale Bibliotheek van Polen: a0000001605848
- Nederlandse Thesaurus van Auteursnamen: 070618755
- SNAC: w68s8dhz
- Système universitaire de documentation: 160591767
- Virtual International Authority File: 71592238
- WorldCat: E39PBJmDpvcypBr89dQ3wDdmh3